# Зимовий чемпіонат СРСР зі спортивної ходьби 1987

## Медалісти

### Чоловіки
| Дисципліна                            | Золото              | Золото  | Срібло                           | Срібло  | Бронза              | Бронза  |
| ------------------------------------- | ------------------- | ------- | -------------------------------- | ------- | ------------------- | ------- |
| Спортивна ходьба 30 кілометрів (шосе) | Андрій Перлов РРФСР | 2:07.51 | Олександр Поташов Білоруська РСР | 2:07.51 | Валерій Ярець РРФСР | 2:09.10 |

### Жінки
| Дисципліна                            | Золото                    | Золото  | Срібло                                | Срібло  | Бронза               | Бронза  |
| ------------------------------------- | ------------------------- | ------- | ------------------------------------- | ------- | -------------------- | ------- |
| Спортивна ходьба 10 кілометрів (шосе) | Ольга Криштоп-Ярець РРФСР | 44.57,2 | Наталія Сербіненко УРСР Донецька обл. | 45.04,0 | Ірина Страхова РРФСР | 45.12,0 |

## Поза програмою

### Чоловіки
| Дисципліни                            | 1                              | 1       | 2                                | 2       | 3                               | 3       |
| Спортивна ходьба 20 кілометрів (шосе) | Віктор Мостовик Молдавська РСР | 1:19.57 | Вальдас Казлаускас Литовська РСР | 1:21.00 | Франц Костюкевич Білоруська РСР | 1:21.04 |

## Медальний залік
| Команда        |   |   |   | Загалом |
| -------------- | - | - | - | ------- |
| РРФСР          | 2 | 0 | 2 | 4       |
| УРСР           | 0 | 1 | 0 | 1       |
| Білоруська РСР | 0 | 1 | 0 | 1       |

## Командний залік
Командний залік офіційно не визначався.